# Ворднер (Ајдахо)
Ворднер (енгл. Wardner) град је у америчкој савезној држави Ајдахо.

## Демографија
По попису из 2010. године број становника је 188, што је 27 (-12,6%) становника мање него 2000. године.
| Група             | 2000.       | 2010.       |
| Белци             | 206 (95,8%) | 175 (93,1%) |
| Афроамериканци    | 0 (0,0%)    | 0 (0,0%)    |
| Азијати           | 0 (0,0%)    | 3 (1,6%)    |
| Хиспаноамериканци | 5 (2,3%)    | 5 (2,7%)    |
| Укупно            | 215         | 188         |